# Varga Domokos (író)
Varga Domokos (családnév: Vargha) (Kunszentmiklós, 1922. október 8. – Budapest, 2002. május 12.) József Attila- (1973) és Kossuth-díjas magyar író, újságíró. Varga Tamás matematikatanár és Vargha Balázs irodalomtörténész testvére. Felesége Vargha Domokosné Stolte Magdolna tudománytörténész volt.

## Élete

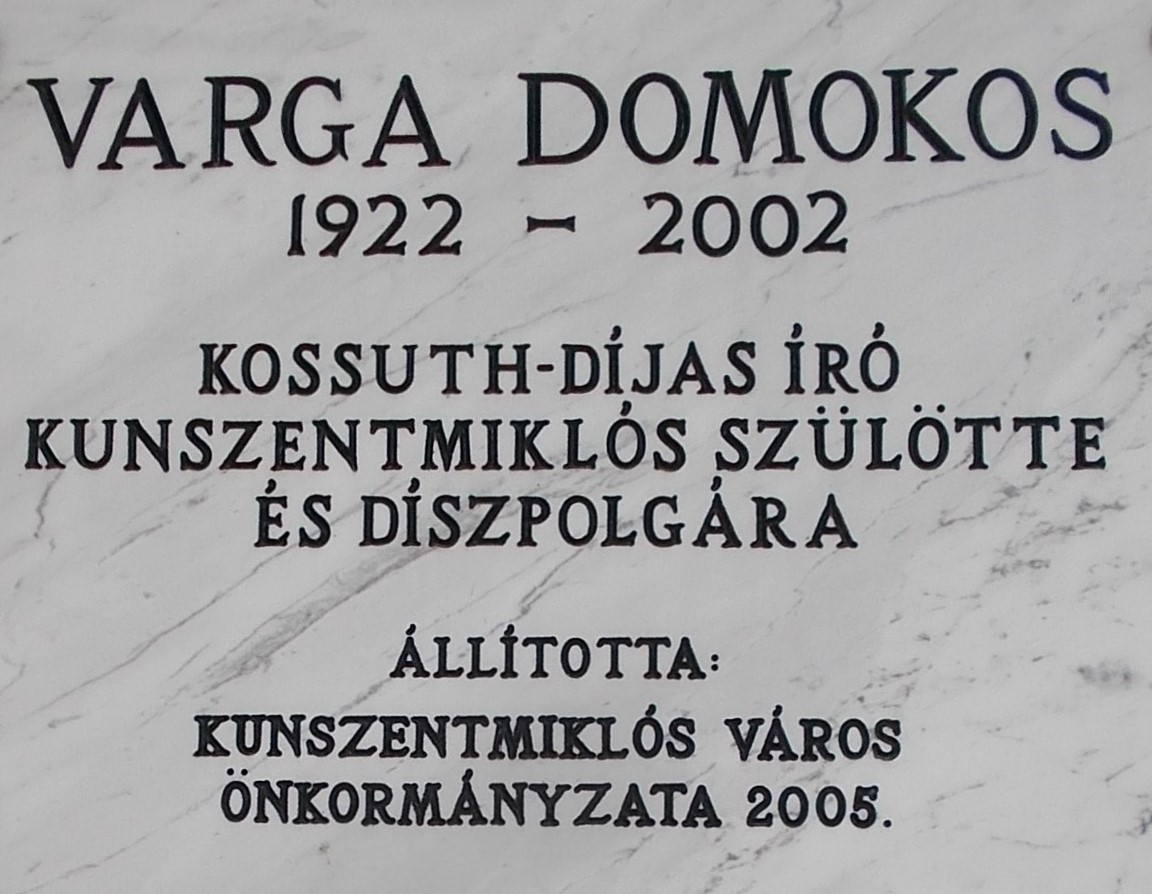
Emléktáblája Kunszentmiklóson

Varga Domokos 1922. október 8-án született Kunszentmiklóson Vargha Tamás és Magay Mária gyermekeként.
A József Nádor Műegyetem Erdőmérnöki Karán szerzett diplomát 1944-ben.
1945–1946-ban Debrecenben kataszteri mérnök, 1946-tól a debreceni Néplap munkatársa volt. 1947-től a Cserkészfiúk, a Március Tizenötödike szerkesztőjeként, 1948–1949 között a Szabad Népnél, később, 1954–1956 között az Irodalmi Újságnál dolgozott. 1949–1952 között a Magyar Rádió munkatársa, utána 2 évig szabadfoglalkozású író. 
1950-ben kizárták a pártból, mivel felesége féltestvére volt a Rajk-per egyik vádlottjának. Az 1953. júniusi politikai fordulat után Nagy Imre reformtörekvéseinek támogatója. A forradalom alatt rádióműsorokat készített. 1956. november 12-én "Forradalmi Ifjúság" aláírással szovjetellenes röplapot készített. 1956. november 14-én a Nagy-budapesti Központi Munkástanács ülésén felolvasta Bibó István kibontakozási tervezetét, melyet Tóbiás Áronnal a Magyar Írók Szövetsége titkárainak jóváhagyásával vittek magukkal az ülésre. 
1957. január 20-án letartóztatták. 1957. október 9-én a Legfelsőbb Bíróság 2 év börtönbüntetésre ítélte. 1958-ban szabadult. 1958-1968 között erdőmérnökként dolgozott, majd az Élet és Irodalom munkatársa lett. 1970-től szabadfoglalkozású író. 1992-től a Lyukasóra szerkesztője lett.
2002. május 12-én hunyt el Budapesten.

## Magánélete
1948-ban feleségül vette Stolte Magdolnát (1931–2010). Hét gyermekük született.

## Művei

### Képes Történelemsorozat

#### Magyar történelem
- Magyarország virágzása és romlása (Magyarország a XIV–XV. században, 1970)
- Vér és arany. Magyarország 1849-1918 között[1] (az abszolutizmus és dualizmus kora, 1982)

#### Egyetemes történelem
- Ős napkelet. Az írott történelem kezdetei; Móra, Bp., 1973 (Mezopotámia és Egyiptom, az ókori India és Kína)
- Varga Domokos–Vekerdi László: Európa születése. Európa a IV-XIII. században; Móra, Bp., 1977 (a feudalizmus kialakulása)

### Történelmi ismeretterjesztő könyvek
- Varga Domokos–Vekerdi László: A világ kereke. Az ember útja az őskortól az újkorig; Móra, Bp., 1985
- A mogyeriektől Mohácsig. A magyarság története 1526-ig (1992)
- Emlékezzünk eleinkről. A magyarság rövid története (1996)
- Lászlóffy Csaba–Varga Domokos: A magyarság rövid története. A kezdetektől 1526-ig; Tinivár, Kolozsvár, 1997
- Lászlóffy Csaba–Varga Domokos: A magyarság rövid története. A reformkortól az első világháború végéig. Négy évtized 1918 után; Gloria, Kolozsvár, 2001

### Bölcs Bagolysorozat
- Népek kenyere (1970)
- Erdei esztendő[2] (1973)
- Népek kenyere; 2. jav. kiad.; Móra, Bp., 1978

### További művek
- Ormai Árpádné sztahanovista szövőnő élete és munkamódszere; Népszava, Bp., 1951 (A munka hősei)
- Pruzsinszky József sztahanovista esztergályos; Népszava, Bp., 1951 (A munka hősei)
- Kiszlinger József sztahanovista esztergályos élete és munkamódszere; Népszava, Bp., 1951 (A munka hősei)
- Megújhodó magyar tájak. Természetátalakító munkák Magyarországon; Népszava, Bp., 1952 (Ötéves tervünk nagy művei)
- Mezőgazdaságunk gépesítése az ötéves tervben; Népszava, Bp., 1952 (Ötéves tervünk nagy művei)
- Édes hazánk (1954)
- Ipiapacs; Magvető, Bp., 1964
- Kutyafülűek (1966)
- Herman Ottó; Móra, Bp., 1967 (Nagy emberek élete)
- Erdőkerülőben; Szépirodalmi, Bp., 1970 (Magyarország felfedezése)
- Kamaszkrónika. Vallomások és tűnődések; Kossuth, Bp., 1971
- Fiúkfalva. Regény; Móra, Bp., 1972 (Sirály könyvek)
- Kölyökkóstolgató; Zrínyi Ny., Bp., 1974 (Kozmosz könyvek)
- Herman Ottó. A kalandos és küzdelmes sorsú nagy magyar tudós élete; 2., átdolg. kiad.; Móra, Bp., 1976
- Vizek könyve; Szépirodalmi, Bp., 1976 (Magyarország felfedezése)
- Jó játék a víz, a levegő (1976)
- Tisztelt családom, -od, -ja[3] (1979)
- Jó játék a fény, az árnyék (1979)
- Aranyhomok; Móra, Bp., 1980 (Ezerszínű Magyarország)
- Finn testvéreink (1982)
- Bábel tornya (1983)
- Ég és Föld (1985)
- Budapest 315 színes képpel; szöveg Varga Domokos; fotó Benkő Imre et al.; Corvina, Bp., 1985
- Rejtelmes világ (Kérdések könyve 2., 1990)
- Kies Kiskunság, szeretett Szentmiklós; Magyar Írókamara, Bp., 1994 (Lyukasóra-könyvek)
- Ritkaszép magyar népmesék (1998)
- Nem születtünk szülőnek. Tapasztalatok, tanulságok, töprengések; Hét Krajcár, Bp., 1999
- Édesanyám sok szép szava. Kis magyar századelő; Hét Krajcár, Bp., 1999[4]
- A tölgyfa tetején. A szerző válogatása életművéből; Trikolor, Bp., 2000 (Örökségünk)
- Íróiskola. Tollforgatás mesterfokon; Magyar Írók Egyesülete–Hét Krajcár, Bp., 2001 (Lyukasóra-könyvek)
- Víg játék – végjáték; Hét Krajcár, Bp., 2002 (Varga Domokos válogatott művei)
- A Szampó népe; szerk. Pap Éva; Valo-Art BT, Bp., 2002
- Késsél soká, örök tél! Varga Domokos költeményei; Hét Krajcár, Bp., 2018 (Varga Domokos válogatott művei)

## Díjai
- Év Gyermekkönyve díj (1986)
- A Magyar Köztársasági Érdemrend középkeresztje (1992)
- Arany János-díj (1997)
- Károli Gáspár-díj (1998)
- Kossuth-díj (2002)
- Magyar Örökség Díj (2015)[5]